# پولک‌پوست درختی
پولک‌پوست درختی (نام علمی: Manis tricuspis) نام یک گونه از سرده پولک‌پوست است.